# Bandiera dell'Oblast' dell'Amur
La bandiera dell'Oblast' dell'Amur è stata adottata il 26 aprile 1999.

## Descrizione
La bandiera è rettangolare, di proporzioni 2:3. La parte bassa della bandiera (1/3 della sua larghezza) è di colore blu, separata dalla parte superiore della bandiera, di colore rosso, da una "onda" di colore argento, omaggio ai fiumi Amur e Zeja, larga circa 1/15.